# Yvignac-la-Tour
Yvignac-la-Tour (bretonisch Ivinieg) ist eine französische Gemeinde mit 1.106 Einwohnern (Stand 1. Januar 2022) im Département Côtes-d’Armor in der Region Bretagne. Sie gehört zum Arrondissement Dinan und zum Kanton Broons. Die Bewohner nennen sich Yvignacais(es).

## Geografie
Yvignac-la-Tour liegt etwa 46 Kilometer nordwestlich von Rennes im Osten des Départements Côtes-d’Armor. Der Fluss Frémeur durchquert das südliche Gemeindegebiet.

## Bevölkerungsentwicklung
| Jahr                       | 1793 | 1831 | 1846 | 1851 | 1856 | 1886 | 1911 | 1921 | 1962 | 1968 | 1975 | 1982 | 1990 | 1999 | 2006 | 2012 |
| Einwohner                  | 1751 | 1784 | 1891 | 1629 | 1907 | 2155 | 1954 | 1731 | 1367 | 1326 | 1167 | 1146 | 1065 | 1091 | 1124 | 1204 |
| Quellen: Cassini und INSEE |      |      |      |      |      |      |      |      |      |      |      |      |      |      |      |      |

Die zunehmende Mechanisierung der Landwirtschaft und die hohe Anzahl Gefallener des Ersten Weltkriegs führten zu einem Absinken der Einwohnerzahlen bis auf die Tiefststände in neuerer Zeit.

## Sehenswürdigkeiten
Siehe: Liste der Monuments historiques in Yvignac-la-Tour